# احسان یوجه
احسان یوجه (ترکی استانبولی: İhsan Yüce؛ ۲۳ ژانویه ۱۹۲۹ – ۱۵ مهٔ ۱۹۹۱) یک بازیگر اهل کشور ترکیه است. از فیلم‌هایی که وی در آن نقش داشته است می‌توان به دختری با روسری قرمز اشاره کرد. این هنرپیشه در ۱۱۷ فیلم سینمایی بازی کرده است. همچنین فیلمنامهٔ ۵۵ فیلم را نوشته و ۶ فیلم را نیز کارگردانی کرده است.